# 阿部公弘
阿部 公弘（あべ きみひろ、1975年11月18日 - ）はゲームミュージックの作曲家。元ベイシスケイプ、KLab株式会社（KLab Sound Team）所属。千葉県鴨川市出身。血液型：AB型。

## 略歴
幼少時から音楽に興味を持ち、地域の伝統的な祭礼行事に参加。千葉県立安房高等学校1年の時に出会った音楽友達とラジオで偶然耳にした近現代のクラシック音楽に魅了され本格的に音楽を志す。その後、東京音楽大学作曲専攻（芸術音楽コース）に入学。それまでの一人黙々と音楽を作る日々から、初めての作曲友達が出来て多くの刺激を受けるようになった事、なにより演奏家に曲を演奏して貰う事に喜びと快感を覚え、現代音楽（生演奏、電子音楽）の作曲に没頭していく（現在まで作曲を荻久保和明・西村朗らに師事）。
2005年、（有）ベイシスケイプに入社。オーケストラや小編成の室内楽曲、ジャズ、エレクトロニカと、ジャンルにとらわれない作・編曲活動を展開。
「くまたんち」ではそれまでのベイシスケイプで見られなかったような、非ハリウッド系の柔らかい曲調の室内楽曲を披露。「オプーナ」では生楽器とエレクトロニカを融合したシリアスでリリカル、それでいて牧歌的心象風景を感じさせるサウンドで新境地を切り開いてみせ、「朧村正」では非西洋的時間の流れを湛えた独創的な曲を聞かせている。
どの楽曲においても緻密な音処理と重厚な構成感を持ち、アレンジにおいても原曲の旋律・モチーフを最大限に生かしつつ、そこから世界観を更に拡げる編曲の手腕には評価が高い。今最も熱い視線が注がれる作家の一人。

## 作風
シリアスな曲から牧歌的な曲までその作風は幅広く、和音進行とリズムの処理に一言では形容し難い独特な物を持っている。楽器の扱いに関してはオプーナの「スペース・シップ」や朧村正の「閑雲野鶴」で聴くことの出来るチェロや、「世界樹の迷宮III 星海の来訪者」スーパー・アレンジ・バージョンの「迷宮Ⅱ 海嶺ノ水林」アレンジで聴くことの出来るヴァイオリンでの器楽的ソリスティックな楽器用法、またその他管楽器においても低音から高音まで音域全体を使いその音色差を生かした楽器の扱いと編曲に長けている。

## 主要作品

### ゲーム・アニメ
- 2005年
  - B-伝説! バトルビーダマン 炎魂
  - BLEACH 〜ヒート・ザ・ソウル2〜
- 2006年
  - BLEACH 〜ヒート・ザ・ソウル3〜
  - バトルスタジアム D.O.N
  - SEGA AGES 2500シリーズ Vol.28 テトリスコレクション
  - 虫姫さまふたり
  - 楽しいバイエル併用 ファイナルファンタジーXII
  - デジモンセイバーズ アナザーミッション
- 2007年
  - ロミオ×ジュリエット（編曲・オーケストレーション）
  - グリムグリモア
  - ファイナルファンタジーXII レヴァナント・ウイング
  - オーディンスフィア
  - BLEACH 〜ヒート・ザ・ソウル4〜
  - デルトラ・クエスト 7つの宝石
  - ファイナルファンタジータクティクス A2 封穴のグリモア
  - オプーナ
  - ドラえもんWii ひみつ道具王決定戦!
  - ソウルキャリバー レジェンズ
- 2008年
  - CodedSoul -受け継がれしイデア-
  - トリノホシ 〜Aerial Planet〜 イメージソング
  - エルミナージュ 〜闇の巫女と神々の指輪～
  - 戦場のヴァルキュリア（オーケストレーション）
  - BLEACH 〜ヒート・ザ・ソウル5〜
  - Fate/unlimited codes
  - ジグソーワールド～大激闘!ジグバトル・ヒーローズ～
  - Lの季節2 invisible memories
  - RIZ-ZOAWD
- 2009年
  - 朧村正
  - BLEACH 〜ヒート・ザ・ソウル6〜
  - LORD of VERMILION II
  - エルミナージュII 〜双生の女神と運命の大地〜
  - 鉄拳6
  - アルカディアサーガ
  - NHK紅白クイズ合戦
- 2010年
  - 怒首領蜂大復活ブラックレーベル
  - 絶対ヒーロー改造計画
  - BLEACH 〜ヒート・ザ・ソウル7〜
  - 「世界樹の迷宮III 星海の来訪者」スーパー・アレンジ・バージョン（「迷宮Ⅱ 海嶺ノ水林」のアレンジ）
  - ザックとオンブラ まぼろしの遊園地
  - Tactics Ogre 運命の輪
  - クリミナルガールズ
- 2011年
  - バトル&ゲット! ポケモンタイピングDS
  - 鉄拳 ブラッド・ベンジェンス
  - クリムゾンシュラウド
- 2013年 - かぶりん!
- 2014年 - テイルズ オブ アスタリア
- 2015年
  - BLEACH Brave Souls
  - Age of Empires: World Domination
- 2017年 - キャプテン翼 ～たたかえドリームチーム～
- 2019年 - 禍つヴァールハイト

### 演奏会向け作品
- 2003年 - 閉ざされた公園 Cl. Vl. Vla.
- 2011年 - 動きだした時間 Fl. Cl. Vl.2 Vla. Cb. Marimba